# Beznatka
Beznatka – wieś w Polsce położona w województwie wielkopolskim, w powiecie kaliskim, w gminie Ceków-Kolonia.
| SIMC    | Nazwa | Rodzaj    |
| ------- | ----- | --------- |
| 0195200 | Korek | część wsi |

W latach 1975–1998 miejscowość administracyjnie należała do województwa kaliskiego.